# Alex Soler-Roig
Àlex Soler-Roig i Janer (Barcelona, 1932. október 29. –) spanyol autóversenyző.

## Pályafutása
1970 és 1972 között a Formula–1-es világbajnokság tíz nagydíján szerepelt. A tíz versenyből mindössze hat alkalommal tudta kvalifikálni magát a futamra is. Célba egyszer sem ért.
1971-ben, a német Dieter Glemser társaként megnyerte a spa-i 24 órás versenyt.
Kétszer vett részt a Le Mans-i 24 óráson. Az 1972-es versenyen az összetett tizenegyedik, és a T3.0-as kategória második helyén ért célba.

## Eredményei

### Le Mans-i 24 órás autóverseny
| Év   | Csapat                         | Autó              | Csapattárs     | Helyezés |
| ---- | ------------------------------ | ----------------- | -------------- | -------- |
| 1968 | Alex Soler-Roig                | Porsche 907/8     | Rudi Lins      | Kiesett  |
| 1972 | Ford Motor Company Deutschland | Ford Capri 2600RS | Dieter Glemser | 11.      |

### Teljes Formula–1-es eredménysorozata
(Táblázat értelmezése)

(Félkövér: pole-pozícióból indult; dőlt: leggyorsabb kört futott) 

| Év   | Csapat                | Modell    | Motor       | 1      | 2      | 3      | 4      | 5      | 6      | 7   | 8   | 9   | 10  | 11  | 12  | 13  | Helyezés | Pont |
| ---- | --------------------- | --------- | ----------- | ------ | ------ | ------ | ------ | ------ | ------ | --- | --- | --- | --- | --- | --- | --- | -------- | ---- |
| 1970 | Garvey Team Lotus     | Lotus 49C | Cosworth V8 | RSA    | ESP Nk |        |        |        |        |     |     |     |     |     |     |     | -        | 0    |
| 1970 | World Wide Racing     | Lotus 72C | Cosworth V8 |        |        | MON    | BEL Nk | NED    |        |     |     |     |     |     |     |     | -        | 0    |
| 1970 | World Wide Racing     | Lotus 49C | Cosworth V8 |        |        |        |        |        | FRA Nk | GBR | GER | AUT | ITA | CAN | USA | MEX | -        | 0    |
| 1971 | STP March Racing Team | March 711 | Cosworth V8 | RSA Ki | ESP Ki | MON Nk | NED Ki | FRA Ki | GBR    | GER | AUT | ITA | CAN | USA |     |     | -        | 0    |
| 1972 | España Marlboro BRM   | BRM P160B | BRM V12     | ARG Ki | RSA    | ESP Ki | MON    | BEL    | FRA    | GBR | GER | AUT | ITA | CAN | USA |     | -        | 0    |